# Williamson (Georgia)
Williamson es un pueblo ubicado en el condado de Pike en el estado estadounidense de Georgia. En el censo de 2000, su población era de 297.

## Demografía
En el 2000 la renta per cápita promedia del hogar era de $34,712, y el ingreso promedio para una familia era de $36,250. El ingreso per cápita para la localidad era de $13,606. Los hombres tenían un ingreso per cápita de $30,625 contra $21,250 para las mujeres.

## Geografía
Williamson se encuentra ubicado en las coordenadas 33°10′47″N 84°21′47″O / 33.17972, -84.36306 (33.179743, -84.362976).
Según la Oficina del Censo, la localidad tiene un área total de 1,6 km² (0,6 mi²), de la cual 1,6 km² (0,6 mi²) es tierra y 0 km² (0 mi²) (0.00%) es agua.